# Аонедис ди Ква (Удине)
Аонедис ди Ква је насеље у Италији у округу Удине, региону Фурланија-Јулијска крајина.
Према процени из 2011. у насељу је живело 71 становника. Насеље се налази на надморској висини од 169 м.